# 9672 Rosenbergerezek
9672 Rosenbergerezek è un asteroide della fascia principale. Scoperto nel 1997, presenta un'orbita caratterizzata da un semiasse maggiore pari a 3,1874027 UA e da un'eccentricità di 0,0517313, inclinata di 3,70966° rispetto all'eclittica.